# Bill Byrne (atlétikai igazgató)
Clarence William Byrne Jr. több amerikai egyetemi sportegyesület atlétikai igazgatója. 1991–1992-ben az egyetemi atlétikai igazgatók szövetségének (NACDA) elnöke volt.

## Fiatalkora
Idaho államban nőtt fel. Az Idahói Állami Egyetem hallgatói vezetője volt; üzleti alapdiplomáját 1967-ben, MBA-végzettségét 1971-ben szerezte, majd 1976-ig az öregdiákügyekért felelős igazgató volt. 1976-tól 1979-ig az Új-mexikói Egyetem sportösztöndíjaiért felelős New Mexico Lobo Club vezérigazgatója, 1980 és 1982 között pedig a San Diego State Aztecs helyettes atlétikai igazgatója volt.

## Pályafutása

### Oregon Ducks
1984-ben az Oregon Ducks atlétikai igazgatója lett. Tevékenysége miatt 19 millió dollárért több új létesítmény is épült, ezért 1985-ben az év adománygyűjtőjének választották.
1991-ben utasított egy munkást, hogy egy gázégővel bontsa le George Greenamyer 54 ezer dollárért felállított szobrát, mert szerinte nem illik a látképbe. A szobrász azzal fenyegetőzött, hogy magát az alkotáshoz láncolja; megoldásként Myles Brand rektor a sérülések javításáról és a szobor máshol való felállításáról döntött.

### Nebraska Cornhuskers
1992 és 2002 között a Nebraska Cornhuskers atlétikai igazgatója volt. Regnálása alatt a csapat nyolc országos és nyolcvankettő konferenciabajnokságot nyert meg és hétszer szerezték meg a NACDA Directors’ Cupot.

### Texas A&M Aggies
2003-ban a Texas A&M Aggies atlétikai igazgatója lett. Regnálása alatt az egyesület 11 sportágban 45 konferenciabajnokságot nyert; hatszor voltak országos bajnokok lovaglásban, hatszor atlétikában, egyszer női kosárlabdában és egyszer férfigolfban. A 2003 januárja és a 2011-es szezon vége között elnyert negyven bajnoki cím a liga második legjobb eredménye. Byrne utolsó öt szezonjában 33 konferenciabajnokságot nyertek, ami a második legtöbb, amit iskola valaha elért.
Regnálása alatt a testnevelési tanszék éves költségvetése több mint 75 millió dollár volt. A 12th Man Foundationnel felújítási tervet készítettek és százmillió dollár adományt gyűjtöttek. A baseballpályát 2012-ben újították fel, 2007–2008-ban pedig ötezer fős amerikaifutball-stadion épült.
2006 januárjában az egyesület médiajogait tíz évre a Learfield Communications, ISP Sports és FSN Southwest konzorciuma (Texas A&M Sports Properties) nyerte el; ennek bevételeiből több kivetítőt is felállítottak.
Bill Byrne 2012 májusában jelentette be nyugdíjba vonulását, de egyes feltételezések szerint valójában kirúgták.

## Családja
Feleségével, Marilyn Kent Byrne csapatépítési szakértővel Alabamában élnek. Két fiuk született; Bill a San Franciscó-i Visa USA vezetője, Greg pedig az Alabama Crimson Tide atlétikai igazgatója.

## Díjai és kitüntetései
- Carl Maddox sportvezetői díj (2007)
- Az Idahói Állami Egyetem Öregdiák-szövetségének szakmai díja (2005)
- John L. Toner-díj (2002)
- National Association of Collegiate Directors of Athletics központi régió év atlétikai igazgatója (1999)
- Év adománygyűjtője (1985)

## Fordítás
- Ez a szócikk részben vagy egészben  a   Bill Byrne (athletic director) című angol Wikipédia-szócikk ezen változatának fordításán alapul.  Az eredeti cikk szerkesztőit annak laptörténete sorolja fel. Ez a jelzés csupán a megfogalmazás eredetét és a szerzői jogokat jelzi, nem szolgál a cikkben szereplő információk forrásmegjelöléseként.